# Presbytère de Saint-Cœur-de-Marie
Le presbytère de Saint-Cœur-de-Marie est un établissement patrimonial religieux à Saint-Cœur-de-Marie.